# Teleopsis africana
Teleopsis africana är en tvåvingeart som först beskrevs av Shillito 1940.  Teleopsis africana ingår i släktet Teleopsis och familjen Diopsidae. Inga underarter finns listade i Catalogue of Life.